# Roy Bicknell
Roy Bicknell (Doncaster, 19 febbraio 1926 – Colchester, 31 gennaio 2005) è stato un allenatore di calcio e calciatore inglese, di ruolo difensore.

## Carriera

### Giocatore
Tra il 1945 ed il 1947 gioca con il Wolverhampton, con cui nella stagione 1946-1947, alla regolare ripresa dei campionati dopo la pausa bellica legata alla seconda guerra mondiale, gioca una partita nella prima divisione inglese, contro il Charlton, esordendo così tra i professionisti all'età di 21 anni; nell'estate del 1947 viene ceduto proprio al Charlton, con cui trascorre un ulteriore biennio in massima serie giocando in tutto 7 partite di campionato. Nell'estate del 1949 viene ceduto per 2000 sterline al Bristol City, club di terza divisione, con il quale nell'arco di un biennio gioca in totale 21 partite di campionato; trascorre quindi una stagione a livello semiprofessionistico con il Gravesend & Northfleet, per poi nell'estate del 1952 passare al Colchester Utd, con la cui maglia tra il 1952 ed il 1954 gioca nuovamente tra i professionisti, totalizzando complessivamente 25 presenze nell'arco di due campionati di terza divisione. Chiude poi la carriera nel 1959 dopo un quinquennio con i semiprofessionisti del  Clacton Town.

### Allenatore
Ha allenato il Clacton Town (dal 1959 al 1963) ed il Brantham Athletic, entrambi club semiprofessionistici.

## Palmarès

### Giocatore

#### Competizioni regionali
- East Anglian Cup: 1

Clacton Town: 1956-1957

### Allenatore

#### Competizioni nazionali
- Southern Football League Division One: 1

Clacton Town: 1959-1960